# Astragalus sirensis
Astragalus sirensis är en ärtväxtart som beskrevs av William Bertram Turrill. Astragalus sirensis ingår i släktet vedlar, och familjen ärtväxter. Inga underarter finns listade i Catalogue of Life.